# Sehithwa
Sehithwa est une ville du Botswana.